# All Yours
All Yours – drugi album studyjny południowokoreańskiej grupy Astro, wydany 5 kwietnia 2021 roku przez wytwórnię Fantagio Music. Płytę promował singel „One”. Album został wydany w dwóch wersjach fizycznych: „Another World ver.” oraz „Time Traveller ver.”.
Sprzedał się w nakładzie 360 911 egzemplarzy w Korei Południowej (stan na grudzień 2021). Zdobył certyfikat Platinum w kategorii albumów.

## Lista utworów
| CD  | CD                                                            | CD | CD                                                  | CD                            | CD      |
| Nr  | Tytuł utworu                                                  | Tekst | Kompozycja                                          | Aranżacja                     | Długość |
| --- | ------------------------------------------------------------- | --- | --------------------------------------------------- | ----------------------------- | ------- |
| 1.  | „Dear my universe”                                            | Park Woo-sang, JinJin, Rocky | Park Woo-sang, SKINNER BOX                          | Park Woo-sang, SKINNER BOX    | 3:02    |
| 2.  | „Butterfly Effect”                                            | Hwang Yu-bin, JinJin | $UN, ROYAL DIVE                                     | ROYAL DIVE                    | 3:34    |
| 3.  | „ONE”                                                         | Ellie Suh (153/Joombas), Lee Jenny (153/Joombas), Val Del Prete (153/Joombas), JJ Evans, JinJin, Rocky                                         | Val Del Prete (153/Joombas), JJ Evans, Willie Weeks | Willie Weeks                  | 3:16    |
| 4.  | „Someone Else” (wyk. MJ, JinJin, Moonbin)                     | Penomeco, Damian | Flow Blow, Louise Frick Sveen, Albin Nordqvist      | Flow Blow                     | 3:17    |
| 5.  | „SNS” (wyk. Cha Eun-woo, Rocky, Yoon San-ha)                  | ROYAL DIVE, JOMALXNE, iHwak, Rocky | ROYAL DIVE, JOMALXNE, iHwak                         | ROYAL DIVE                    | 3:03    |
| 6.  | „All Good”                                                    | JinJin, Kim Chan (Flying Lab), Chaoreuda (Flying Lab), Joo Seo-jin (Flying Lab), Sam Carter, Rocky                                             | JinJin, Sam Carter, Nomasgood                       | Nomasgood                     | 3:25    |
| 7.  | „All Stars”                                                   | Hwang Eun-bit (Flying Lab), Hwa Im-hyun (Flying Lab), ZUPITER (Flying Lab), Oh Ye-jin (Flying Lab), Jung Chae-yeon (Flying Lab), JinJin, Rocky | THE PROOF, Harold Philippon                         | THE PROOF                     | 2:59    |
| 8.  | „Uri-ui gyejeol (Our spring)” (kor. 우리의 계절 (Our spring)) | Rocky, Obros, Nomasgood JinJin | Rocky, Obros, Nomasgood                             | Obros, Nomasgood, Rocky       | 3:47    |
| 9.  | „Stardust”                                                    | Rick Bridges (X&), Kigen (X&), JinJin, Rocky                                                                                                   | Kigen (X&), Rick Bridges (X&)                       | Kigen (X&), Rick Bridges (X&) | 3:26    |
| 10. | „Byeolbi (gemini)” (kor. 별비 (gemini))                       | MJ, Park Sang-min, SAMIN, JinJin, Rocky | MJ, Park Sang-min, SAMIN                            | SAMIN, Park Sang-min, MJ      | 4:10    |

## Notowania
| Lista                      | Pozycja |
| -------------------------- | ------- |
| Gaon Weekly Album Chart    | 1       |
| Five Music (Tajwan)        | 3       |
| Oricon Weekly Album Chart  | 1       |
| Billboard Japan Hot Albums | 38      |

## Nagrody w programach muzycznych
| Program                   | Data             | Źródło |
| ------------------------- | ---------------- | ------ |
| The Show (SBS MTV)        | 13 kwietnia 2021 | [ 10 ] |
| Show Champion (MBC Music) | 14 kwietnia 2021 | [ 11 ] |
| M Countdown (Mnet)        | 15 kwietnia 2021 | [ 12 ] |